# Taeniophyllum engae
Taeniophyllum engae är en orkidéart som beskrevs av Jeffrey James Wood. Taeniophyllum engae ingår i släktet Taeniophyllum och familjen orkidéer.
Artens utbredningsområde är Papua Nya Guinea. Inga underarter finns listade i Catalogue of Life.